# Rich Communication Services
Rich Communication Services (RCS) är ett kommunikationsprotokoll och en standard för snabbmeddelanden, främst för mobiltelefoner, som utvecklats och specificerats av  GSM Association (GSMA). Det är avsett som en ersättare till SMS och MMS på mobilnätverk med mer moderna funktioner som högupplösta bilder och videor, skrivindikation, fildelning och förbättrad gruppchat. RCS började utvecklas 2007 och den första officiella specifikationen är från november 2016.[källa behövs]
RCS är en möjlighet för telefonoperatörer att erbjuda en meddelandetjänst som liknar den appar som  Signal eller WhatsApp ger, utan att användaren behöver installera något extra på telefonen. Telefonoperatörer har förlorat användare av operatörernas egna meddelandeteknik, när användarna brukade generell datatrafik för mobiltelefonernas meddelandeappar.[källa behövs]

## Säkerhet
Den tidigare SMS-tekniken använde Signalsystem nummer 7 när meddelanden skickades, ett system med omfattande säkerhetsbrister och har kunnat manipulerats för avlyssning av samtal, fånga nycklar för tvåfaktorautentisering och att skicka spionmjukvara till mobiltelefoner.. Spionprogrammet  Pegasus som NSO Group sålt har utnyttjat Signalsystem nummer 7 för att hacka mobiltelefoner i olika länder.[källa behövs] RCS är IP-baserat, istället för att använde Signalsystem nummer 7 som traditionella SMS gör.[källa behövs]
Med RCS används kryptering mellan avsändare och mottagare av meddelanden på ett säkrare sätt än med traditionella SMS.

## RCS Universal Profile
RCS Univeral Profile är den standard som oftast används för RCS av telefonoperatörer och i mjukvara för mobiltelefoner. Standarden har reviderats och finns i olika versioner. 5G standarden kräver att telefonoperatörerna har stöd för RCS Universal Profile.

### Version 1.0 (november 2016)
Denna version innehåller första specifikationerna för interoperabilitet med chat, grupp chat, filöverföring, ljudmeddelanden, videodelning, platsdelning mm.[källa behövs]

### Version 2.4 (oktober 2019)
Denna version stöds av Apple i mobiltelefoner med iOS 18 i appen Meddelanden (Apple).[källa behövs]

### Version 3.0 (mars 2025)
Totalsträckskryptering mellan två användare med RACSCS Version 15.0. RCS End-to-End Encryption Specification Version 1.0. införs. Både Apple och Google har meddelat att de kommer att införa stöd för Version 3.0 av RCS Universal Profile.

## Tillgänglighet
För att RCS ska vara tillgängligt för användning behöver både mjukvaran i mobiltelefonen och telefonoperatören ha stöd för tekniken. Dessutom måste användaren ha ett abonnemang hos telefonoperatören som tillåter textmeddelanden, vilket i allmänhet ingår i svenska abonnemang. Det föregående gäller för  både den person som är sändare och den som är mottagare i kommunikationen som exempelvis med textmeddelanden. 
På iPhone från  Apple med iOS 18 stöds RCS Universal Profile Version 2.4.[källa behövs] Med iOS 19 stöds RCS Universal Profile Version 3.0.[källa behövs] På mobiltelefoner med operativsystemet  Android från Google har stöd för RCS funnits innan det fanns på iPhone.[källa behövs]
I Sverige har telefonoperatören Telenor har uppgivit att de hade stöd för RCS sedan februari 2017, de kallade den då för Universal Profile. Telia har uppgivit att de hade stöd för RCS sedan december 2017, de kallade den då RCS för SMS+. Apple angav i maj 2025 att ingen av de svenska telefonoperatörerna hade stöd för RCS-meddelanden på iPhone.